# Johann Rockenschaub
Johann Rockenschaub (* 25. Juni 1886 in Kaltenberg; † 11. Mai 1968 ebenda) war ein österreichischer Politiker (CS/ÖVP) sowie Land- und Gastwirt. Er war von 1925 bis 1938 sowie von 1945 bis 1955 Abgeordneter zum Oberösterreichischen Landtag sowie langjähriger Bürgermeister von Kaltenberg.

## Ausbildung und Beruf
Rockenschraub absolvierte seine Schulzeit und leistete danach seinen Militärdienst beim Infanterie-Regiment Nr. 14 ab. Als einziger Sohn seiner Eltern wurde er jedoch in die Reserve zurückversetzt. Als 1914 der Erste Weltkrieg ausbrach, musste Rockenschaub jedoch sofort an die Ostfront. 1917 versetzte man ihn zur Gebirgsartillerie, wobei er mit einem Egerländer Regiment an die italienische Front verlegt wurde. 1925 übernahm er den elterlichen Betrieb, eine Landwirtschaft mit Gasthaus, den er in der Folge führte.

## Politik und Funktionen
Nach seiner Rückkehr aus dem Ersten Weltkrieg wurde Rockenschau 1919 in den Gemeinderat gewählt und übernahm, nachdem die Gemeinde unabhängig geworden war, 1921 das Amt des Bürgermeisters von Kaltenberg. Er war zudem Gründungsmitglied des Oberösterreichischen Bauernbundes und war zwischen 1926 und 1938 sowie von 1945 bis 1965 Bauernbundobmann im Gerichtsbezirk Unterweißenbach. Er vertrat die Christlichsoziale Partei ab 2. Juli 1925 im Oberösterreichischen Landtag und war ab dem 1. November 1934 Vertreter der Land- und Forstwirtschaft im Ständischen Landtag. Im Zuge der Machtübernahme der Nationalsozialisten verlor Rockenschaub 1938 alle seine politischen Ämter. Nach dem Zweiten Weltkrieg wirkte er zwischen dem 13. Dezember 1945 und dem 18. November 1955 erneut als Landtagsabgeordneter und war zudem von 1945 bis 1967 wieder Bürgermeister von Kaltenberg.
Er engagierte sich zudem als Aufsichtsratsvorsitzender der Raiffeisen-Zentralkasse Oberösterreich, war Mitglied im Landesbauernrat für Oberösterreich, Mitglied im Bezirksschulrat Freistadt, Kammerrat der Landwirtschaftskammer und Obmann-Stellvertreter der Land- und Forstwirtschaftlichen Sozialversicherungsanstalt.

## Privates
Rockenschaub war ab 1925 verheiratet, wobei die Ehe kinderlos blieb. Das Ehepaar zog jedoch zwei Ziehkinder auf.

## Auszeichnungen
- 1948: Ernennung zum Ökonomierat
- 1958: Goldene Medaille für Verdienste um die Republik Österreich